# Toxina eritrogénica
Toxinas eritrogénicas (português europeu) ou eritrogênicas (português brasileiro) ou exotoxinas pirogénicas estreptocócicas são toxinas secretadas por vários tipos da bactéria Streptococcus pyogenes.